# Stop Making Sense
Stop Making Sense is een Amerikaanse film uit 1984 onder regie van Jonathan Demme. De film toont live opnames van Talking Heads. De opnames werden gedurende drie dagen gemaakt in het Pantages Theatre in Hollywood.

## Muzikanten
| Acteur         | Personage               |
| -------------- | ----------------------- |
| Bernie Worrell | toetsen                 |
| Alex Weir      | gitaar en zang          |
| Steven Scales  | percussie               |
| Lynn Mabry     | backing vocals          |
| Ednah Holt     | backing vocals          |
| Tina Weymouth  | bas, percussie en zang  |
| Jerry Harrison | gitaar, toetsen en zang |
| Chris Frantz   | drums en zang           |
| David Byrne    | zang en gitaar          |